# Тајга
Тајга је биом који се налази у поларним зонама. Лета и зиме чине хладни периоди, при чему је годишња температура 2—4 °C, а годишње падавине су изнад 600 mm. Назив тајга потиче из алтајских језика попут монголског и туркијских језика, где се односи на високе и шумске планине. То је биом који карактеришу четинарске шуме које се углавном састоје од борова, смрче и ариша.
Тајга или бореална шума је названа највећим копненим биомом на свету. У Северној Америци, покрива већину унутрашњости Канаде, Аљаске и делове северних суседних Сједињених Држава.
Термин „тајга” се не користи доследно у свим културама. На енглеском језику, „бореална шума” се користи у Сједињеним Државама и Канади када се говори о јужнијим регионима, док се „тајга” користи за описивање севернијих, неплодних подручја која се приближавају линији дрвећа и тундри. Хофман (1958) расправља о пореклу ове диференцијалне употребе у Северној Америци и како ова диференцијација искривљује устаљену руску употребу.
Климатске промене представљају претњу тајги, а контроверзно је како би се апсорбовани угљен-диоксид третирао при обрачуну угљеника.

## Клима и географија
Тајга покрива 17 милиона квадратних километара или 11,5% Земљиног копна, што је на другом месту иза пустиња и ксеричних грмова. Највеће области се налазе у Русији и Канади. У Шведској је тајга повезана са тереном Норланда.

### Температура
После тундре и трајних ледених капа, тајга је копнени биом са најнижим годишњим просечним температурама, са средњом годишњом температуром која углавном варира од -5°C до 5°C. Екстремни зимски минимуми у северној тајги су обично нижи од оних у тундри. Постоје подручја тајги источног Сибира и унутрашњости Аљаске-Јукон где се средња годишња достиже до -10°C, а најниже поуздано забележене температуре на северној хемисфери су забележене у тајги североисточне Русије.
Тајга има субарктичку климу са веома великим температурним распоном између годишњих доба. −20°C би била типична зимска дневна температура и 18°C просечана за летњи дан, али дуга, хладна зима је доминантна карактеристика. Ова клима је класификована као Dfc, Dwc, Dsc, Dfd и Dwd у Кепеновој класификационој шеми, што значи да су кратка лета (24  просек 10°C или више), иако су генерално топла и влажна, трају само 1–4 месеца, док зиме, са просечним температурама испод нуле, трају 5–7 месеци.
У сибирској тајги просечна температура најхладнијег месеца је између -6°C и -50°C. Постоје и неке много мање области које се крећу ка океанској клими Cfc са блажим зимама, док крајњи југ и (у Евроазији) западно од тајге сежу до влажне континенталне климе (Dfb, Dwb) са дужим летима.
Према неким изворима, бореалне шуме прелазе у умерену мешовиту шуму када средња годишња температура достигне око 3°C. Дисконтинуирани пермафрост се налази у областима са средњом годишњом температуром испод нуле, док се у климатским зонама Dfd и Dwd јавља континуирани пермафрост и ограничава раст на дрвеће са веома плитким кореном попут сибирског ариша.

### Сезона раста
Сезона раста, када вегетација у тајги оживи, обично је нешто дужа од климатске дефиниције лета, јер биљке бореалног биома имају нижи температурни праг за покретање раста од других биљака. Неки извори тврде да је сезона раста од 130 дана типична за тајгу.
У Канади и Скандинавији, сезона раста се често процењује коришћењем периода године када је просечна 24-часовна температура +5°C или више. За равнице тајге у Канади, сезона раста варира од 80 до 150 дана, а у Тајга штиту од 100 до 140 дана.
Други извори дефинишу сезону раста према данима без мраза. Подаци за локације у југозападном Јукону дају 80–120 дана без мраза. Бореална шума са затвореним крошњама у Националном парку Кенозерски у близини Плесецка, Архангелска губернија, Русија, у просеку има 108 дана без мраза.
Најдужа сезона раста се налази у мањим областима са океанским утицајима; у приобалским подручјима Скандинавије и Финске, сезона раста затворене бореалне шуме може бити 145–180 дана. Најкраћа сезона раста се налази у екотону северне тајге-тундре, где шума северне тајге више не може да расте и тундра доминира пејзажом када се сезона раста смањи на 50–70 дана, и дневни просек најтоплијег месеца у години обично је 10°C или мање.

## Распрострањеност
Тајге се налазе у поларним зонама Евроазије (Скандинавија, Сибир, Монголија), Северне Америке (Канада, Аљаска) и Јужне Америке (Огњена земља).
Налик тропским шумама, тајге чине циркумполарни биом, који се налази у зони Северног и Јужног поларника.

## Флора тајги
У Евроазији се налазе сибирски ариш (Larix sibirica), дауријски ариш (Larix gmelinii), сибирска јела (Abies sibirica), пљоснатолистна бреза (Betula platyphylla), и смрче (Picea abies и Picea obovata).
У Северној Америци се налазе источноамерички ариш (Larix laricina), балзамаста јела (Abies balsamea), бела смрча (Picea glauca) и црна смрча (Picea mariana).
У Јужној Америци се налази антарктичка буква.

## Фауна тајги
Очувани тајга екосистеми богати су животињским врстама.
Фауну тајги чине врсте попут — вука, ласице, хермелина,
врсте пореклом из умерених шума — ровчице, јеж, зец, пољски миш, јелен, срна, мрки медвед, веверица, рис, врсте које су заједничке за тајге и тундре — ирвас,
ендемске — кртица, леминг, самур и полуендемске врсте — веверице, лос, ждеравац.
У сибирској тајги се налазе — тигрови, а у канадској — пуме. У рекама и језерима се налази атлантски лосос.